# Saison 2023-2024 du LOSC Lille
Maillots
Chronologie
Saison précédente Saison suivante
La saison 2023-2024 du LOSC est la soixante-quatrième saison du club nordiste en première division du championnat de France, la vingt-quatrième consécutive du club au sommet de la hiérarchie du football français.
Le club évolue en Ligue 1, en Coupe de France et pour la première fois de son histoire en Ligue Europa Conférence.

## Transferts

### Transferts estivaux
Lors de l'été 2023, le LOSC fait ses adieux à deux joueurs clés du titre de 2021. Le capitaine José Fonte et Jonathan Bamba arrivent en fin de contrat après cinq saisons passées dans le nord de la France et près de 200 matchs disputés chacun sous les couleurs lilloises. Autre champion de France, Timothy Weah rejoint la Juventus. Le jeune Carlos Baleba rejoint la Premier League pour presque 30 millions d'euros et constitue le transfert le plus élevé de ce mercato.
Pour les remplacer, les Dogues recrutent le jeune islandais Hákon Arnar Haraldsson en provenance du FC Copenhague pour près de 12 millions d'euros et le latéral droit portugais Tiago Santos. Le LOSC enregistre également l'arrivée du champion du monde Samuel Umtiti et de l'expérimenté milieu de terrain Nabil Bentaleb qui effectue son retour dans sa ville de naissance.

## Compétitions
| Championnat de France     | Ligue Europa Conférence                                             | Coupe de France                                            |
| ------------------------- | ------------------------------------------------------------------- | ---------------------------------------------------------- |
| Quatrième place 59 points | Quarts de finale éliminé par Aston Villa FC (2-1, 2-1 (3-4 t.a.b.)) | Huitièmes de finale éliminé par l’Olympique Lyonnais (2-1) |
| 16V 11N 7D                | 7V 4N 1D                                                            | 2V 0N 1D                                                   |
| TOTAL: 25V 15N 9D         |                                                                     |                                                            |

### Championnat
La Ligue 1 2023-2024 est la 86e édition du championnat de France de football et la 22e sous l'appellation « Ligue 1 ». La division oppose dix-huit clubs en une série de trente-quatre rencontres. Les meilleurs de ce championnat se qualifient pour les coupes d'Europe que sont la Ligue des Champions (les quatre premiers), la Ligue Europa (le cinquième et le vainqueur de la Coupe de France) et la Ligue Conférence (le sixième). Le LOSC participe à cette compétition pour la 64e fois de son histoire et la 24e fois de suite depuis la saison 2000-2001.
Lors de cette édition, le Paris Saint-Germain remet en jeu son titre de l'année dernière. La formation parisienne détient le record de victoires dans cette compétition, au nombre de onze. Les relégués de la saison précédente, l'AJ Auxerre, l'ESTAC Troyes, l'AC Ajaccio et l'Angers SCO sont remplacés par le Havre AC, champion de Ligue 2 en 2022-2023, et le FC Metz.

#### Aller
| Journée 1                   | OGC Nice                              | 1 - 1   | LOSC                          |                                                                                               |                                                                                               |
| Vendredi 11 août 2023 21:00 | ( Moffi) Laborde 18e                  | (1 - 0) | 90+4e Diakité ( Angel)        | Allianz Riviera, Nice Spectateurs : 29 436 Diffuseur : Prime Video Arbitrage : Benoît Bastien | Allianz Riviera, Nice Spectateurs : 29 436 Diffuseur : Prime Video Arbitrage : Benoît Bastien |
| Vendredi 11 août 2023 21:00 | Atal 35e · Laborde 45+2e · Thuram 55e | Rapport | 38e Haraldsson · 45+3e Santos | Allianz Riviera, Nice Spectateurs : 29 436 Diffuseur : Prime Video Arbitrage : Benoît Bastien | Allianz Riviera, Nice Spectateurs : 29 436 Diffuseur : Prime Video Arbitrage : Benoît Bastien |

| Journée 2                   | LOSC                                 | 2 - 0   | FC Nantes                     | | |
| Dimanche 20 août 2023 13:00 | David 66e · ( Cavaleiro) Ounas 90+4e | (0 - 0) |                               | Decathlon Arena - Stade Pierre Mauroy, Villeneuve-d'Ascq Spectateurs : 34 356 Diffuseur : Prime Video Arbitrage : Pierre Gaillouste | Decathlon Arena - Stade Pierre Mauroy, Villeneuve-d'Ascq Spectateurs : 34 356 Diffuseur : Prime Video Arbitrage : Pierre Gaillouste |
| Dimanche 20 août 2023 13:00 | Alexsandro 78e                       | Rapport | 32e Pallois · 47e Castelletto | Decathlon Arena - Stade Pierre Mauroy, Villeneuve-d'Ascq Spectateurs : 34 356 Diffuseur : Prime Video Arbitrage : Pierre Gaillouste | Decathlon Arena - Stade Pierre Mauroy, Villeneuve-d'Ascq Spectateurs : 34 356 Diffuseur : Prime Video Arbitrage : Pierre Gaillouste |

| Journée 3                   | FC Lorient                                                                 | 4 - 1   | LOSC                                            |                                                                                                   |                                                                                                   |
| Dimanche 27 août 2023 17:05 | Abergel 9e · ( Doucouré) Ponceau 10e · ( Abergel) Faivre 62e · Le Goff 67e | (2 - 0) | 55e David ( Angel)                              | Stade du Moustoir, Lorient Spectateurs : 15 101 Diffuseur : Canal+ Foot Arbitrage : Willy Delajod | Stade du Moustoir, Lorient Spectateurs : 15 101 Diffuseur : Canal+ Foot Arbitrage : Willy Delajod |
| Dimanche 27 août 2023 17:05 | Pagis 49e · Doucouré 57e                                                   | Rapport | 15e Yoro · 27e Diakité · 51e André · 87e Yazıcı | Stade du Moustoir, Lorient Spectateurs : 15 101 Diffuseur : Canal+ Foot Arbitrage : Willy Delajod | Stade du Moustoir, Lorient Spectateurs : 15 101 Diffuseur : Canal+ Foot Arbitrage : Willy Delajod |

| Journée 4                       | LOSC                       | 1 - 0   | Montpeller HSC | | |
| Dimanche 3 septembre 2023 15:00 | Yazıcı 2e                  | (1 - 0) |                | Decathlon Arena - Stade Pierre Mauroy, Villeneuve-d'Ascq Spectateurs : 35 298 Diffuseur : Prime Video (multiplex) Arbitrage : Benoît Millot | Decathlon Arena - Stade Pierre Mauroy, Villeneuve-d'Ascq Spectateurs : 35 298 Diffuseur : Prime Video (multiplex) Arbitrage : Benoît Millot |
| Dimanche 3 septembre 2023 15:00 | Angel 50e · Alexsandro 73e | Rapport | 90+7e Omeragić | Decathlon Arena - Stade Pierre Mauroy, Villeneuve-d'Ascq Spectateurs : 35 298 Diffuseur : Prime Video (multiplex) Arbitrage : Benoît Millot | Decathlon Arena - Stade Pierre Mauroy, Villeneuve-d'Ascq Spectateurs : 35 298 Diffuseur : Prime Video (multiplex) Arbitrage : Benoît Millot |

| Journée 5                      | Stade rennais FC         | 2 - 2   | LOSC                                             |                                                                                              |                                                                                              |
| Samedi 16 septembre 2023 17:00 | Assignon 74e · Salah 89e | (0 - 1) | 33e Yoro ( Cabella) · 62e Diakité                | Roazhon Park, Rennes Spectateurs : 28 178 Diffuseur : Prime Video Arbitrage : Jérôme Brisard | Roazhon Park, Rennes Spectateurs : 28 178 Diffuseur : Prime Video Arbitrage : Jérôme Brisard |
| Samedi 16 septembre 2023 17:00 | Matić 32e                | Rapport | 30e Yazıcı · 51e Diakité · 86e David · 88e Angel | Roazhon Park, Rennes Spectateurs : 28 178 Diffuseur : Prime Video Arbitrage : Jérôme Brisard | Roazhon Park, Rennes Spectateurs : 28 178 Diffuseur : Prime Video Arbitrage : Jérôme Brisard |

| Journée 6                     | LOSC                 | 1 - 2   | Stade de Reims                                  | | |
| Mardi 26 septembre 2023 21:00 | ( Ismaily) André 79e | (0 - 2) | 12e Daramy ( Munetsi) · 16e Nakamura ( Munetsi) | Decathlon Arena - Stade Pierre Mauroy, Villeneuve-d'Ascq Spectateurs : 33 075 Diffuseur : Prime Video Arbitrage : Ali Djedid | Decathlon Arena - Stade Pierre Mauroy, Villeneuve-d'Ascq Spectateurs : 33 075 Diffuseur : Prime Video Arbitrage : Ali Djedid |
| Mardi 26 septembre 2023 21:00 | Santos 63e           | Rapport | 53e Nakamura · 65e Foket                        | Decathlon Arena - Stade Pierre Mauroy, Villeneuve-d'Ascq Spectateurs : 33 075 Diffuseur : Prime Video Arbitrage : Ali Djedid | Decathlon Arena - Stade Pierre Mauroy, Villeneuve-d'Ascq Spectateurs : 33 075 Diffuseur : Prime Video Arbitrage : Ali Djedid |

| Journée 7                       | Le Havre AC | 0 - 2   | LOSC                                        |                                                                                                 |                                                                                                 |
| Dimanche 1er octobre 2023 15:00 |             | (0 - 1) | 40e Zhegrova ( Diakité) · 52e (csc) Salmier | Stade Océane, Le Havre Spectateurs : 21 919 Diffuseur : Prime Video Arbitrage : Bastien Dechepy | Stade Océane, Le Havre Spectateurs : 21 919 Diffuseur : Prime Video Arbitrage : Bastien Dechepy |
| Dimanche 1er octobre 2023 15:00 | Rapport     |         |                                             | Stade Océane, Le Havre Spectateurs : 21 919 Diffuseur : Prime Video Arbitrage : Bastien Dechepy | Stade Océane, Le Havre Spectateurs : 21 919 Diffuseur : Prime Video Arbitrage : Bastien Dechepy |

| Journée 8                     | RC Lens                   | 1 - 1   | LOSC                                                  | | |
| Dimanche 8 octobre 2023 17:05 | ( Frankowski) Machado 70e | (0 - 1) | 45+3e André ( Zhegrova)                               | Stade Bollaert-Delelis, Lens Spectateurs : 37 223 Diffuseur : Prime Video et Canal+ Foot Arbitrage : Benoît Millot | Stade Bollaert-Delelis, Lens Spectateurs : 37 223 Diffuseur : Prime Video et Canal+ Foot Arbitrage : Benoît Millot |
| Dimanche 8 octobre 2023 17:05 | Medina 17e · Wahi 82e     | Rapport | 20e Cavaleiro · 68e Alexsandro · 82e Angel · 90e Yoro | Stade Bollaert-Delelis, Lens Spectateurs : 37 223 Diffuseur : Prime Video et Canal+ Foot Arbitrage : Benoît Millot | Stade Bollaert-Delelis, Lens Spectateurs : 37 223 Diffuseur : Prime Video et Canal+ Foot Arbitrage : Benoît Millot |

| Journée 9                      | LOSC                         | 1 - 0   | Stade brestois 29                          | | |
| Dimanche 22 octobre 2023 15:00 | ( David) Yazıcı 6e           | (1 - 0) |                                            | Decathlon Arena - Stade Pierre Mauroy, Villeneuve-d'Ascq Spectateurs : 34 358 Diffuseur : Prime Video Arbitrage : Hakim Ben El Hadj | Decathlon Arena - Stade Pierre Mauroy, Villeneuve-d'Ascq Spectateurs : 34 358 Diffuseur : Prime Video Arbitrage : Hakim Ben El Hadj |
| Dimanche 22 octobre 2023 15:00 | André 45+4e · Haraldsson 79e | Rapport | 41e Le Douaron · 79e Camblan · 84e Brahimi | Decathlon Arena - Stade Pierre Mauroy, Villeneuve-d'Ascq Spectateurs : 34 358 Diffuseur : Prime Video Arbitrage : Hakim Ben El Hadj | Decathlon Arena - Stade Pierre Mauroy, Villeneuve-d'Ascq Spectateurs : 34 358 Diffuseur : Prime Video Arbitrage : Hakim Ben El Hadj |

| Journée 10                     | LOSC                                                | 2 - 0   | AS Monaco FC            | | |
| Dimanche 29 octobre 2023 15:00 | ( Zhegrova) Cavaleiro 32e · ( Zhegrova) Diakité 42e | (2 - 0) |                         | Decathlon Arena - Stade Pierre Mauroy, Villeneuve-d'Ascq Spectateurs : 40 046 Diffuseur : Prime Video Arbitrage : Clément Turpin | Decathlon Arena - Stade Pierre Mauroy, Villeneuve-d'Ascq Spectateurs : 40 046 Diffuseur : Prime Video Arbitrage : Clément Turpin |
| Dimanche 29 octobre 2023 15:00 | Yazıcı 67e                                          | Rapport | 48e Singo · 50e Zakaria | Decathlon Arena - Stade Pierre Mauroy, Villeneuve-d'Ascq Spectateurs : 40 046 Diffuseur : Prime Video Arbitrage : Clément Turpin | Decathlon Arena - Stade Pierre Mauroy, Villeneuve-d'Ascq Spectateurs : 40 046 Diffuseur : Prime Video Arbitrage : Clément Turpin |

| Journée 11                   | Olympique de Marseille | 0 - 0   | LOSC                                  | | |
| Samedi 4 novembre 2023 21:00 |                        | (0 - 0) |                                       | Orange Vélodrome, Marseille Spectateurs : 63 674 Diffuseur : Canal+ Sport 360 Arbitrage : Stéphanie Frappart | Orange Vélodrome, Marseille Spectateurs : 63 674 Diffuseur : Canal+ Sport 360 Arbitrage : Stéphanie Frappart |
| Samedi 4 novembre 2023 21:00 | Harit 42e · Gigot 53e  | Rapport | 27e André · 70e Bentaleb · 73e Yazıcı | Orange Vélodrome, Marseille Spectateurs : 63 674 Diffuseur : Canal+ Sport 360 Arbitrage : Stéphanie Frappart | Orange Vélodrome, Marseille Spectateurs : 63 674 Diffuseur : Canal+ Sport 360 Arbitrage : Stéphanie Frappart |

| Journée 12                      | LOSC                                      | 1 - 1   | Toulouse FC                                                     | | |
| Dimanche 12 novembre 2023 15:00 | ( Zhegrova) Yoro 30e                      | (1 - 0) | 65e Dallinga ( Sierro)                                          | Decathlon Arena - Stade Pierre Mauroy, Villeneuve-d'Ascq Spectateurs : 34 959 Diffuseur : Prime Video Arbitrage : Mathieu Vernice | Decathlon Arena - Stade Pierre Mauroy, Villeneuve-d'Ascq Spectateurs : 34 959 Diffuseur : Prime Video Arbitrage : Mathieu Vernice |
| Dimanche 12 novembre 2023 15:00 | Bentaleb 30e · David 47e · Alexsandro 64e | Rapport | 61e Spierings · 82e Dallinga · 90+2e Nicolaisen · 90+7e Cissoko | Decathlon Arena - Stade Pierre Mauroy, Villeneuve-d'Ascq Spectateurs : 34 959 Diffuseur : Prime Video Arbitrage : Mathieu Vernice | Decathlon Arena - Stade Pierre Mauroy, Villeneuve-d'Ascq Spectateurs : 34 959 Diffuseur : Prime Video Arbitrage : Mathieu Vernice |

| Journée 13                      | Olympique lyonnais       | 0 - 2   | LOSC                             | | |
| Dimanche 26 novembre 2023 20:45 |                          | (0 - 2) | 27e David ( Yazıcı) · 32e Santos | Groupama Stadium, Décines-Charpieu Spectateurs : 40 029 Diffuseur : Prime Video Arbitrage : Eric Wattelier | Groupama Stadium, Décines-Charpieu Spectateurs : 40 029 Diffuseur : Prime Video Arbitrage : Eric Wattelier |
| Dimanche 26 novembre 2023 20:45 | Baldé 66e · Akouokou 72e | Rapport | 13e Gudmundsson · 32e Santos     | Groupama Stadium, Décines-Charpieu Spectateurs : 40 029 Diffuseur : Prime Video Arbitrage : Eric Wattelier | Groupama Stadium, Décines-Charpieu Spectateurs : 40 029 Diffuseur : Prime Video Arbitrage : Eric Wattelier |

| Journée 14                     | LOSC                              | 2 - 0   | FC Metz | | |
| Dimanche 3 décembre 2023 17:05 | Yazıcı 45+2e · David 45+6e (pen.) | (2 - 0) |         | Decathlon Arena - Stade Pierre Mauroy, Villeneuve-d'Ascq Spectateurs : 38 065 Diffuseur : Canal+ Foot Arbitrage : Gaël Angoula | Decathlon Arena - Stade Pierre Mauroy, Villeneuve-d'Ascq Spectateurs : 38 065 Diffuseur : Canal+ Foot Arbitrage : Gaël Angoula |
| Dimanche 3 décembre 2023 17:05 | Rapport                           |         |         | Decathlon Arena - Stade Pierre Mauroy, Villeneuve-d'Ascq Spectateurs : 38 065 Diffuseur : Canal+ Foot Arbitrage : Gaël Angoula | Decathlon Arena - Stade Pierre Mauroy, Villeneuve-d'Ascq Spectateurs : 38 065 Diffuseur : Canal+ Foot Arbitrage : Gaël Angoula |

| Journée 15                      | Clermont Foot 63          | 0 - 0   | LOSC                    | | |
| Dimanche 10 décembre 2023 15:00 |                           | (0 - 0) |                         | Stade Gabriel-Montpied, Clermont-Ferrand Spectateurs : 8 789 Diffuseur : Prime Video Arbitrage : Florent Batta | Stade Gabriel-Montpied, Clermont-Ferrand Spectateurs : 8 789 Diffuseur : Prime Video Arbitrage : Florent Batta |
| Dimanche 10 décembre 2023 15:00 | Rashani 68e · Zeffane 82e | Rapport | 33e Yoro · 90+2e Yazıcı | Stade Gabriel-Montpied, Clermont-Ferrand Spectateurs : 8 789 Diffuseur : Prime Video Arbitrage : Florent Batta | Stade Gabriel-Montpied, Clermont-Ferrand Spectateurs : 8 789 Diffuseur : Prime Video Arbitrage : Florent Batta |

| Journée 16                      | LOSC        | 1 - 1   | Paris Saint-Germain | | |
| Dimanche 17 décembre 2023 20:45 | David 90+4e | (0 - 0) | 66e (pen.) Mbappé   | Decathlon Arena - Stade Pierre Mauroy, Villeneuve-d'Ascq Spectateurs : 47 993 Diffuseur : Prime Video Arbitrage : Willy Delajod | Decathlon Arena - Stade Pierre Mauroy, Villeneuve-d'Ascq Spectateurs : 47 993 Diffuseur : Prime Video Arbitrage : Willy Delajod |
| Dimanche 17 décembre 2023 20:45 | Diakité 66e | Rapport | 18e Ugarte          | Decathlon Arena - Stade Pierre Mauroy, Villeneuve-d'Ascq Spectateurs : 47 993 Diffuseur : Prime Video Arbitrage : Willy Delajod | Decathlon Arena - Stade Pierre Mauroy, Villeneuve-d'Ascq Spectateurs : 47 993 Diffuseur : Prime Video Arbitrage : Willy Delajod |

| Journée 17                      | RC Strasbourg                         | 2 - 1   | LOSC                     | | |
| Mercredi 20 décembre 2023 21:00 | Yoro 41e (csc) · ( Ângelo) Mwanga 76e | (1 - 1) | 20e (csc) Sylla          | Stade de la Meinau, Strasbourg Spectateurs : 25 373 Diffuseur : Prime Video Arbitrage : Clément Turpin | Stade de la Meinau, Strasbourg Spectateurs : 25 373 Diffuseur : Prime Video Arbitrage : Clément Turpin |
| Mercredi 20 décembre 2023 21:00 | Sylla 45e                             | Rapport | 32e André · 62e Zhegrova | Stade de la Meinau, Strasbourg Spectateurs : 25 373 Diffuseur : Prime Video Arbitrage : Clément Turpin | Stade de la Meinau, Strasbourg Spectateurs : 25 373 Diffuseur : Prime Video Arbitrage : Clément Turpin |

#### Retour
| Journée 18                     | LOSC                                                        | 3 - 0   | FC Lorient                                         | | |
| Dimanche 14 janvier 2024 13:00 | ( Angel) David 37e · Cabella 90e · ( Santos) Zhegrova 90+3e | (1 - 0) |                                                    | Decathlon Arena - Stade Pierre Mauroy, Villeneuve-d'Ascq Spectateurs : 35 204 Diffuseur : Prime Video Arbitrage : Pierre Gaillouste | Decathlon Arena - Stade Pierre Mauroy, Villeneuve-d'Ascq Spectateurs : 35 204 Diffuseur : Prime Video Arbitrage : Pierre Gaillouste |
| Dimanche 14 janvier 2024 13:00 | André 40e                                                   | Rapport | 30e Le Bris · 41e Bakayoko · 55e Pelon · 88e Touré | Decathlon Arena - Stade Pierre Mauroy, Villeneuve-d'Ascq Spectateurs : 35 204 Diffuseur : Prime Video Arbitrage : Pierre Gaillouste | Decathlon Arena - Stade Pierre Mauroy, Villeneuve-d'Ascq Spectateurs : 35 204 Diffuseur : Prime Video Arbitrage : Pierre Gaillouste |

| Journée 19                     | Montpellier HSC                                         | 0 - 0   | LOSC                            | | |
| Dimanche 28 janvier 2024 13:00 | Jullien 26e · Savanier 61e · Khazri 62e · Coulibaly 63e | (0 - 0) | 37e, 45+2e Bouaddi · 66e Santos | Stade de la Mosson, Montpellier Spectateurs : 12 575 Diffuseur : Prime Video Arbitrage : Hakim Ben El Hadj | Stade de la Mosson, Montpellier Spectateurs : 12 575 Diffuseur : Prime Video Arbitrage : Hakim Ben El Hadj |
| Dimanche 28 janvier 2024 13:00 | Rapport                                                 |         |                                 | Stade de la Mosson, Montpellier Spectateurs : 12 575 Diffuseur : Prime Video Arbitrage : Hakim Ben El Hadj | Stade de la Mosson, Montpellier Spectateurs : 12 575 Diffuseur : Prime Video Arbitrage : Hakim Ben El Hadj |

| Journée 20                    | LOSC                                                                      | 4 - 0   | Clermont Foot 63 | | |
| Dimanche 4 février 2024 15:00 | ( Angel) David 10e 38e · ( Zhegrova) André 24e · ( Bentaleb) Zhegrova 40e | (4 - 0) |                  | Decathlon Arena - Stade Pierre Mauroy, Villeneuve-d'Ascq Spectateurs : 38 597 Diffuseur : Prime Video Arbitrage : Bastien Dechepy | Decathlon Arena - Stade Pierre Mauroy, Villeneuve-d'Ascq Spectateurs : 38 597 Diffuseur : Prime Video Arbitrage : Bastien Dechepy |
| Dimanche 4 février 2024 15:00 |                                                                           | Rapport | 25e Nicholson    | Decathlon Arena - Stade Pierre Mauroy, Villeneuve-d'Ascq Spectateurs : 38 597 Diffuseur : Prime Video Arbitrage : Bastien Dechepy | Decathlon Arena - Stade Pierre Mauroy, Villeneuve-d'Ascq Spectateurs : 38 597 Diffuseur : Prime Video Arbitrage : Bastien Dechepy |

| Journée 21                   | Paris Saint-Germain                                                     | 3 - 1   | LOSC                                     | | |
| Samedi 10 février 2024 21:00 | ( Dembélé) Ramos 10e · Alexsandro 17e (csc) · ( Barcola) Kolo Muani 80e | (2 - 1) | 6e Yazıcı                                | Parc des Princes, Paris Spectateurs : 47 716 Diffuseur : Canal+ Sport 360 Arbitrage : François Letexier | Parc des Princes, Paris Spectateurs : 47 716 Diffuseur : Canal+ Sport 360 Arbitrage : François Letexier |
| Samedi 10 février 2024 21:00 | Ugarte 35e · Mukiele 74e                                                | Rapport | 16e André · 32e Ismaily · 52e Alexsandro | Parc des Princes, Paris Spectateurs : 47 716 Diffuseur : Canal+ Sport 360 Arbitrage : François Letexier | Parc des Princes, Paris Spectateurs : 47 716 Diffuseur : Canal+ Sport 360 Arbitrage : François Letexier |

| Journée 22                   | LOSC                          | 3 - 0   | Le Havre AC                        | | |
| Samedi 17 février 2024 17:00 | ( Angel) David 14e 44e 49e    | (2 - 0) |                                    | Decathlon Arena - Stade Pierre Mauroy, Villeneuve-d'Ascq Spectateurs : 40 317 Diffuseur : Prime Video Arbitrage : Jérémie Pignard | Decathlon Arena - Stade Pierre Mauroy, Villeneuve-d'Ascq Spectateurs : 40 317 Diffuseur : Prime Video Arbitrage : Jérémie Pignard |
| Samedi 17 février 2024 17:00 | Bentaleb 36e · Haraldsson 68e | Rapport | 18e Lloris · 65e Touré · 83e Operi | Decathlon Arena - Stade Pierre Mauroy, Villeneuve-d'Ascq Spectateurs : 40 317 Diffuseur : Prime Video Arbitrage : Jérémie Pignard | Decathlon Arena - Stade Pierre Mauroy, Villeneuve-d'Ascq Spectateurs : 40 317 Diffuseur : Prime Video Arbitrage : Jérémie Pignard |

| Journée 23                     | Toulouse FC                                                      | 3 - 1   | LOSC                    |                                                                                            |                                                                                            |
| Dimanche 25 février 2024 15:00 | ( Magri) Mawissa 49e · Sierro 60e (pen.) · ( Gboho) Dallinga 66e | (0 - 1) | 45e Haraldsson ( David) | Stadium, Toulouse Spectateurs : 24 110 Diffuseur : Prime Video Arbitrage : Mathieu Vernice | Stadium, Toulouse Spectateurs : 24 110 Diffuseur : Prime Video Arbitrage : Mathieu Vernice |
| Dimanche 25 février 2024 15:00 | Magri 34e · Sierro 70e                                           | Rapport |                         | Stadium, Toulouse Spectateurs : 24 110 Diffuseur : Prime Video Arbitrage : Mathieu Vernice | Stadium, Toulouse Spectateurs : 24 110 Diffuseur : Prime Video Arbitrage : Mathieu Vernice |

| Journée 24               | Stade de Reims                      | 0 - 1   | LOSC                              | | |
| Samedi 2 mars 2024 17:00 |                                     | (0 - 0) | 56e David                         | Stade Auguste-Delaune, Reims Spectateurs : 16 452 Diffuseur : Prime Video Arbitrage : Jérémy Stinat | Stade Auguste-Delaune, Reims Spectateurs : 16 452 Diffuseur : Prime Video Arbitrage : Jérémy Stinat |
| Samedi 2 mars 2024 17:00 | Koudou 6e · Teuma 36e · De Smet 59e | Rapport | 48e Gudmundsson · 90+6e Chevalier | Stade Auguste-Delaune, Reims Spectateurs : 16 452 Diffuseur : Prime Video Arbitrage : Jérémy Stinat | Stade Auguste-Delaune, Reims Spectateurs : 16 452 Diffuseur : Prime Video Arbitrage : Jérémy Stinat |

| Journée 25                  | LOSC                                                         | 2 - 2   | Stade rennais FC                                  | | |
| Dimanche 10 mars 2024 17:05 | ( Dago) David 84e 90+2e                                      | (0 - 2) | 1re Blas ( Bourigeaud) · 20e Kalimuendo ( Gouiri) | Decathlon Arena - Stade Pierre Mauroy, Villeneuve-d'Ascq Spectateurs : 40 383 Diffuseur : Canal+ Foot Arbitrage : Benoît Millot | Decathlon Arena - Stade Pierre Mauroy, Villeneuve-d'Ascq Spectateurs : 40 383 Diffuseur : Canal+ Foot Arbitrage : Benoît Millot |
| Dimanche 10 mars 2024 17:05 | Bentaleb 21e · Diakité 26e · Yoro 53e · Angel 80e · Dago 83e | Rapport | 9e Truffert · 51e Blas                            | Decathlon Arena - Stade Pierre Mauroy, Villeneuve-d'Ascq Spectateurs : 40 383 Diffuseur : Canal+ Foot Arbitrage : Benoît Millot | Decathlon Arena - Stade Pierre Mauroy, Villeneuve-d'Ascq Spectateurs : 40 383 Diffuseur : Canal+ Foot Arbitrage : Benoît Millot |

| Journée 26                  | Stade brestois 29                             | 1 - 1   | LOSC               | | |
| Dimanche 17 mars 2024 13:00 | Satriano 79e                                  | (0 - 0) | 67e David ( Angel) | Stade Francis-Le Blé, Brest Spectateurs : 14 774 Diffuseur : Prime Video Arbitrage : Clément Turpin | Stade Francis-Le Blé, Brest Spectateurs : 14 774 Diffuseur : Prime Video Arbitrage : Clément Turpin |
| Dimanche 17 mars 2024 13:00 | Pereira Lage 27e · Lees-Melou 57e · Locko 87e | Rapport |                    | Stade Francis-Le Blé, Brest Spectateurs : 14 774 Diffuseur : Prime Video Arbitrage : Clément Turpin | Stade Francis-Le Blé, Brest Spectateurs : 14 774 Diffuseur : Prime Video Arbitrage : Clément Turpin |

| Journée 27                  | LOSC                                    | 2 - 1   | RC Lens                                      | | |
| Vendredi 29 mars 2024 21:00 | ( Bentaleb) Zhegrova 9e 20e             | (1 - 0) | 78e Wahi ( Medina)                           | Decathlon Arena - Stade Pierre Mauroy, Villeneuve-d'Ascq Spectateurs : 48 233 Diffuseur : Prime Video Arbitrage : Willy Delajod | Decathlon Arena - Stade Pierre Mauroy, Villeneuve-d'Ascq Spectateurs : 48 233 Diffuseur : Prime Video Arbitrage : Willy Delajod |
| Vendredi 29 mars 2024 21:00 | André 52e · Zhegrova 64e · Bentaleb 88e | Rapport | 35e Medina · 64e Wahi · 88e Pereira da Costa | Decathlon Arena - Stade Pierre Mauroy, Villeneuve-d'Ascq Spectateurs : 48 233 Diffuseur : Prime Video Arbitrage : Willy Delajod | Decathlon Arena - Stade Pierre Mauroy, Villeneuve-d'Ascq Spectateurs : 48 233 Diffuseur : Prime Video Arbitrage : Willy Delajod |

| Journée 28                  | LOSC                                                                   | 3 - 1   | Olympique de Marseille                                                            | | |
| Vendredi 5 avril 2024 21:00 | David 54e (pen.) · ( Bentaleb) Cabella 71e · ( Santos) Gudmundsson 84e | (0 - 0) | 81e (csc) Ismaily                                                                 | Decathlon Arena - Stade Pierre Mauroy, Villeneuve-d'Ascq Spectateurs : 46 864 Diffuseur : Prime Video Arbitrage : Bastien Dechepy | Decathlon Arena - Stade Pierre Mauroy, Villeneuve-d'Ascq Spectateurs : 46 864 Diffuseur : Prime Video Arbitrage : Bastien Dechepy |
| Vendredi 5 avril 2024 21:00 | Santos 21e                                                             | Rapport | 27e Harit · 52e Gigot · 57e Merlin · 70e Kondogbia · 77e Balerdi · 90+6e Veretout | Decathlon Arena - Stade Pierre Mauroy, Villeneuve-d'Ascq Spectateurs : 46 864 Diffuseur : Prime Video Arbitrage : Bastien Dechepy | Decathlon Arena - Stade Pierre Mauroy, Villeneuve-d'Ascq Spectateurs : 46 864 Diffuseur : Prime Video Arbitrage : Bastien Dechepy |

| Journée 30                   | LOSC                          | 1 - 0   | RC Strasbourg                      | | |
| Dimanche 21 avril 2024 15:00 | ( Cabella) David 12e          | (1 - 0) |                                    | Decathlon Arena - Stade Pierre Mauroy, Villeneuve-d'Ascq Spectateurs : 40 381 Diffuseur : Prime Video Arbitrage : Benoît Millot | Decathlon Arena - Stade Pierre Mauroy, Villeneuve-d'Ascq Spectateurs : 40 381 Diffuseur : Prime Video Arbitrage : Benoît Millot |
| Dimanche 21 avril 2024 15:00 | Alexsandro 23e · Santos 90+5e | Rapport | 44e Sow · 59e Diarra · 90+8e Sylla | Decathlon Arena - Stade Pierre Mauroy, Villeneuve-d'Ascq Spectateurs : 40 381 Diffuseur : Prime Video Arbitrage : Benoît Millot | Decathlon Arena - Stade Pierre Mauroy, Villeneuve-d'Ascq Spectateurs : 40 381 Diffuseur : Prime Video Arbitrage : Benoît Millot |

| Journée 29                   | AS Monaco FC  | 1 - 0   | LOSC                    |                                                                                               |                                                                                               |
| Mercredi 24 avril 2024 21:00 | Fofana 61e    | (0 - 0) |                         | Stade Louis-II, Monaco Spectateurs : 7 069 Diffuseur : Prime Video Arbitrage : Clément Turpin | Stade Louis-II, Monaco Spectateurs : 7 069 Diffuseur : Prime Video Arbitrage : Clément Turpin |
| Mercredi 24 avril 2024 21:00 | Akliouche 38e | Rapport | 54e David · 66e Bouaddi | Stade Louis-II, Monaco Spectateurs : 7 069 Diffuseur : Prime Video Arbitrage : Clément Turpin | Stade Louis-II, Monaco Spectateurs : 7 069 Diffuseur : Prime Video Arbitrage : Clément Turpin |

| Journée 31                   | FC Metz               | 1 - 2   | LOSC                              | | |
| Dimanche 28 avril 2024 13:00 | Mikautadze 23e (pen.) | (1 - 2) | 31e Ismaily ( David) · 44e Yazıcı | Stade Saint-Symphorien, Longeville-lès-Metz Spectateurs : 24 720 Diffuseur : Prime Video Arbitrage : Stéphanie Frappart | Stade Saint-Symphorien, Longeville-lès-Metz Spectateurs : 24 720 Diffuseur : Prime Video Arbitrage : Stéphanie Frappart |
| Dimanche 28 avril 2024 13:00 | Lamkel Zé 76e         | Rapport | 37e David · 51e Bentaleb          | Stade Saint-Symphorien, Longeville-lès-Metz Spectateurs : 24 720 Diffuseur : Prime Video Arbitrage : Stéphanie Frappart | Stade Saint-Symphorien, Longeville-lès-Metz Spectateurs : 24 720 Diffuseur : Prime Video Arbitrage : Stéphanie Frappart |

| Journée 32             | LOSC                                                     | 3 - 4   | Olympique lyonnais                                                                                      | | |
| Lundi 6 mai 2024 21:00 | ( Yazıcı, Angel) Diakité 21e 85e · ( David) Zhegrova 37e | (2 - 0) | 65e Benrahma ( Lacazette) · 82e Fofana ( Baldé) · 88e Lacazette ( Maitland-Niles) · 90+2e Baldé ( Mata) | Decathlon Arena - Stade Pierre Mauroy, Villeneuve-d'Ascq Spectateurs : 45 227 Diffuseur : Prime Video Arbitrage : Benoît Bastien | Decathlon Arena - Stade Pierre Mauroy, Villeneuve-d'Ascq Spectateurs : 45 227 Diffuseur : Prime Video Arbitrage : Benoît Bastien |
| Lundi 6 mai 2024 21:00 | Angel 28e · Haraldsson 80e · Yoro 90+4e                  | Rapport | 35e Nuamah                                                                                              | Decathlon Arena - Stade Pierre Mauroy, Villeneuve-d'Ascq Spectateurs : 45 227 Diffuseur : Prime Video Arbitrage : Benoît Bastien | Decathlon Arena - Stade Pierre Mauroy, Villeneuve-d'Ascq Spectateurs : 45 227 Diffuseur : Prime Video Arbitrage : Benoît Bastien |

| Journée 33                 | FC Nantes                                            | 1 - 2   | LOSC                           | | |
| Dimanche 12 mai 2024 21:00 | Abline 54e                                           | (0 - 2) | 8e 11e David ( Diakité, Angel) | Stade de la Beaujoire, Nantes Spectateurs : 26 529 Diffuseur : Prime Video Arbitrage : Eric Wattellier | Stade de la Beaujoire, Nantes Spectateurs : 26 529 Diffuseur : Prime Video Arbitrage : Eric Wattellier |
| Dimanche 12 mai 2024 21:00 | Mohamed 33e · Lafont 44e · Pallois 60e · Sissoko 74e | Rapport | 44e Zhegrova · 81e Bentaleb    | Stade de la Beaujoire, Nantes Spectateurs : 26 529 Diffuseur : Prime Video Arbitrage : Eric Wattellier | Stade de la Beaujoire, Nantes Spectateurs : 26 529 Diffuseur : Prime Video Arbitrage : Eric Wattellier |

| Journée 34                 | LOSC                                                           | 2 - 2   | OGC Nice                                       | | |
| Dimanche 19 mai 2024 21:00 | Haraldsson 55e · ( Zhegrova) André 73e                         | (0 - 1) | 10e Laborde ( Boga) · 90+3e Lotomba ( Louchet) | Decathlon Arena - Stade Pierre Mauroy, Villeneuve-d'Ascq Diffuseur : Canal+ Foot Arbitrage : Willy Delajod | Decathlon Arena - Stade Pierre Mauroy, Villeneuve-d'Ascq Diffuseur : Canal+ Foot Arbitrage : Willy Delajod |
| Dimanche 19 mai 2024 21:00 | Haraldsson 58e · Alexsandro 61e · André 90+1e · Zhegrova 90+4e | Rapport | 64e Claude-Maurice · 76e Thuram · 90+11e Bułka | Decathlon Arena - Stade Pierre Mauroy, Villeneuve-d'Ascq Diffuseur : Canal+ Foot Arbitrage : Willy Delajod | Decathlon Arena - Stade Pierre Mauroy, Villeneuve-d'Ascq Diffuseur : Canal+ Foot Arbitrage : Willy Delajod |

#### Classement
| Rang | Équipe             | Pts | J  | G  | N  | P  | Bp | Bc | Diff | Qualification ou relégation                                                     |
| ---- | ------------------ | --- | -- | -- | -- | -- | -- | -- | ---- | ------------------------------------------------------------------------------- |
| 2    | AS Monaco          | 67  | 34 | 20 | 7  | 7  | 68 | 42 | +26  | Qualification pour la phase de ligue de la Ligue des champions                  |
| 3    | Stade brestois 29  | 61  | 34 | 17 | 10 | 7  | 53 | 34 | +19  | Qualification pour la phase de ligue de la Ligue des champions                  |
| 4    | LOSC Lille         | 59  | 34 | 16 | 11 | 7  | 52 | 34 | +18  | Qualification pour le troisième tour de qualification de la Ligue des champions |
| 5    | OGC Nice           | 55  | 34 | 15 | 10 | 9  | 40 | 29 | +11  | Qualification pour la phase de ligue de la Ligue Europa                         |
| 6    | Olympique lyonnais | 53  | 34 | 16 | 5  | 13 | 49 | 55 | −6   | Qualification pour la phase de ligue de la Ligue Europa                         |

#### Évolution du classement et des résultats
| Journée  | 1 | 2 | 3  | 4 | 5 | 6  | 7 | 8 | 9 | 10 | 11 | 12 | 13 | 14 | 15 | 16 | 17 | 18 | 19 | 20 | 21 | 22 | 23 | 24 | 25 | 26 | 27 | 28 | 30 | 29 | 31 | 32 | 33 | 34 | Journées en tête | Journées sur le podium |
| -------- | - | - | -- | - | - | -- | - | - | - | -- | -- | -- | -- | -- | -- | -- | -- | -- | -- | -- | -- | -- | -- | -- | -- | -- | -- | -- | -- | -- | -- | -- | -- | -- | ---------------- | ---------------------- |
| Rang     | 9 | 5 | 10 | 5 | 6 | 11 | 7 | 7 | 4 | 4  | 5  | 4  | 4  | 4  | 4  | 4  | 5  | 5  | 5  | 4  | 5  | 4  | 5  | 4  | 4  | 4  | 4  | 4  | 4  | 4  | 4  | 4  | 3  | 4  | 0                | 1                      |
| Résultat | N | G | D  | G | N | D  | G | N | G | G  | N  | N  | G  | G  | N  | N  | D  | G  | N  | G  | D  | G  | D  | G  | N  | N  | G  | G  | G  | D  | G  | D  | G  | N  | —                | —                      |

### Ligue Europa Conférence
La Ligue Europa Conférence 2023-2024 est la 3e édition de la Ligue Europa Conférence, la troisième des compétitions européennes inter-clubs. Elle est divisée en deux phases, une phase de groupes, qui consiste en huit mini-championnats de quatre équipes par groupe, les deux premières poursuivant la compétition et une phase à élimination directe en matchs aller-retour.
West Ham United remet en jeu son titre de l'année précédente obtenu face à l'ACF Fiorentina.

#### Barrages
| Aller                    | LOSC                                          | 2 - 1   | HNK Rijeka   | Decathlon Arena - Stade Pierre Mauroy, Villeneuve-d'Ascq                                                         | |
| Jeudi 24 août 2023 20:00 | ( David) Zhegrova 43e · ( Cavaleiro) Yoro 89e | (1 - 1) | 24e Pašalić  | Spectateurs : 22 189 Diffuseur : RMC Sport 1, BFM Grand Lille et BFM Grand Littoral Arbitrage : Atilla Karaoğlan | Spectateurs : 22 189 Diffuseur : RMC Sport 1, BFM Grand Lille et BFM Grand Littoral Arbitrage : Atilla Karaoğlan |
| Jeudi 24 août 2023 20:00 | André 15e · Zhegrova 52e                      | Rapport | 52e Mitrović | Spectateurs : 22 189 Diffuseur : RMC Sport 1, BFM Grand Lille et BFM Grand Littoral Arbitrage : Atilla Karaoğlan | Spectateurs : 22 189 Diffuseur : RMC Sport 1, BFM Grand Lille et BFM Grand Littoral Arbitrage : Atilla Karaoğlan |

| Retour                   | HNK Rijeka                                                                              | 1 - 1   | LOSC                   | Stade Rujevica, Rijeka                                                                                      | |
| Jeudi 31 août 2023 20:15 | Smolčić 58e                                                                             | (0 - 0) | 108e David             | Spectateurs : 7 852 Diffuseur : RMC Sport 1, BFM Grand Lille et BFM Grand Littoral Arbitrage : Luis Godinho | Spectateurs : 7 852 Diffuseur : RMC Sport 1, BFM Grand Lille et BFM Grand Littoral Arbitrage : Luis Godinho |
| Jeudi 31 août 2023 20:15 | Fruk 37e · Galešić 45+1e · Ivanović 49e · Vukčević 111e · Obregón 114e · Smolčić 120+1e | Rapport | 8e David · 99e Diakité | Spectateurs : 7 852 Diffuseur : RMC Sport 1, BFM Grand Lille et BFM Grand Littoral Arbitrage : Luis Godinho | Spectateurs : 7 852 Diffuseur : RMC Sport 1, BFM Grand Lille et BFM Grand Littoral Arbitrage : Luis Godinho |

#### Phase de groupes
| Rang | Équipe             | Pts | J | G | N | P | Bp | Bc | Diff |  | Résultats (▼ dom., ► ext.) |     |     |     |     |
| ---- | ------------------ | --- | - | - | - | - | -- | -- | ---- |  | -------------------------- | --- | --- | --- | --- |
| 1    | LOSC Lille         | 14  | 6 | 4 | 2 | 0 | 10 | 2  | +8   |  | LOSC Lille                 |     | 2-1 | 2-0 | 3-0 |
| 2    | Slovan Bratislava  | 10  | 6 | 3 | 1 | 2 | 8  | 7  | +1   |  | Slovan Bratislava          | 1-1 |     | 1-2 | 2-1 |
| 3    | Olimpija Ljubljana | 6   | 6 | 2 | 0 | 4 | 4  | 9  | -5   |  | Olimpija Ljubljana         | 0-2 | 0-1 |     | 2-0 |
| 4    | KÍ Klaksvík        | 4   | 6 | 1 | 1 | 4 | 5  | 9  | -4   |  | KÍ Klaksvík                | 0-0 | 1-2 | 3-0 |     |

#### Phase finale

##### Huitièmes de finale
| Aller                   | SK Sturm Graz | 0 - 3   | LOSC                                             | Merkur Arena, Graz                                                          |                                                                             |
| Jeudi 7 mars 2024 18:45 |               | (0 - 1) | 28e 51e David ( Bouaddi) · 71e Zhegrova ( Angel) | Spectateurs : 13 825 Diffuseur : RMC Sport 1 Arbitrage : Bartosz Frankowski | Spectateurs : 13 825 Diffuseur : RMC Sport 1 Arbitrage : Bartosz Frankowski |
| Jeudi 7 mars 2024 18:45 | Wüthrich 68e  | Rapport | 74e Bouaddi                                      | Spectateurs : 13 825 Diffuseur : RMC Sport 1 Arbitrage : Bartosz Frankowski | Spectateurs : 13 825 Diffuseur : RMC Sport 1 Arbitrage : Bartosz Frankowski |

| Retour                   | LOSC                     | 1 - 1   | SK Sturm Graz             | Decathlon Arena - Stade Pierre Mauroy, Villeneuve-d'Ascq           |                                                                    |
| Jeudi 14 mars 2024 21:00 | ( Haraldsson) Santos 43e | (1 - 1) | 45+1e Biereth ( Wüthrich) | Spectateurs : 17 888 Diffuseur : RMC Sport 1 Arbitrage : Matej Jug | Spectateurs : 17 888 Diffuseur : RMC Sport 1 Arbitrage : Matej Jug |
| Jeudi 14 mars 2024 21:00 | Rapport                  |         |                           | Spectateurs : 17 888 Diffuseur : RMC Sport 1 Arbitrage : Matej Jug | Spectateurs : 17 888 Diffuseur : RMC Sport 1 Arbitrage : Matej Jug |

##### Quarts de finale
| Aller                     | Aston Villa                                  | 2 - 1   | LOSC                   | Villa Park, Birmingham                                               |                                                                      |
| Jeudi 11 avril 2024 21:00 | ( McGinn) Watkins 13e · ( Bailey) McGinn 56e | (1 - 0) | 84e Diakité ( Cabella) | Spectateurs : 38 638 Diffuseur : RMC Sport 1 Arbitrage : Espen Eskås | Spectateurs : 38 638 Diffuseur : RMC Sport 1 Arbitrage : Espen Eskås |
| Jeudi 11 avril 2024 21:00 | Luiz 49e · Tielemans 77e · Martínez 90+4e    | Rapport |                        | Spectateurs : 38 638 Diffuseur : RMC Sport 1 Arbitrage : Espen Eskås | Spectateurs : 38 638 Diffuseur : RMC Sport 1 Arbitrage : Espen Eskås |

| Retour                    | LOSC                                                | 2 - 1             | Aston Villa                                                                                        | Decathlon Arena - Stade Pierre Mauroy, Villeneuve-d'Ascq                                 |                                                                                          |
| Jeudi 18 avril 2024 18:45 | ( Gudmundsson) Yazıcı 15e · ( Haraldsson) André 67e | (1 - 0)           | 87e Cash                                                                                           | Spectateurs : 47 093 Diffuseur : RMC Sport 1 et RMC Découverte Arbitrage : Ivan Kružliak | Spectateurs : 47 093 Diffuseur : RMC Sport 1 et RMC Découverte Arbitrage : Ivan Kružliak |
| Jeudi 18 avril 2024 18:45 | Bentaleb 42e · André 43e · Santos 61e · Angel 117e  | Rapport           | 21e Zaniolo · 39e Martínez · 61e Digne · 76e Rogers · 90+1e Durán · 109e Watkins · 122e Martínez · | Spectateurs : 47 093 Diffuseur : RMC Sport 1 et RMC Découverte Arbitrage : Ivan Kružliak | Spectateurs : 47 093 Diffuseur : RMC Sport 1 et RMC Découverte Arbitrage : Ivan Kružliak |
| Jeudi 18 avril 2024 18:45 | Bentaleb · David · Angel · Cabella · André          | Tirs au but 3 - 4 | Tielemans · Watkins · Cash · Bailey · Luiz                                                         | Spectateurs : 47 093 Diffuseur : RMC Sport 1 et RMC Découverte Arbitrage : Ivan Kružliak | Spectateurs : 47 093 Diffuseur : RMC Sport 1 et RMC Découverte Arbitrage : Ivan Kružliak |

### Coupe de France
La coupe de France 2023-2024 est la 107e édition de la coupe de France, une compétition à élimination directe mettant aux prises tous les clubs de football amateurs et professionnels à travers la France métropolitaine et les DOM-TOM. Elle est organisée par la FFF et ses ligues régionales.
Lors de cette édition 2024, le Toulouse FC remet en jeu son titre de l'année dernière obtenu face au FC Nantes. Par ailleurs, le Paris Saint-Germain détient le record de victoires dans cette compétition, au nombre de quatorze.
| 32e de finale               | LOSC | 12 - 0  | Golden Lion | Decathlon Arena - Stade Pierre Mauroy, Villeneuve-d'Ascq                     |                                                                              |
| Samedi 6 janvier 2024 15:30 | ( Zhegrova, David) Yazıcı 11e 45e · ( Zhegrova, Yazıcı, Haraldsson) David 25e 36e 75e · ( David, Angel) Zhegrova 33e 41e 42e · ( Haraldsson) Santos 57e · ( Yazıcı) Haraldsson 64e (pen.) 78e · ( Ismaily) Messoussa 89e | (7 - 0) |             | Spectateurs : 13 060 Diffuseur : BeIn Sport Max 4 Arbitrage : Thomas Léonard | Spectateurs : 13 060 Diffuseur : BeIn Sport Max 4 Arbitrage : Thomas Léonard |

| 16e de finale                  | RC France          | 0 - 1   | LOSC           | Stade Walter-Luzi, Chambly                                                   |                                                                              |
| Dimanche 21 janvier 2024 17:30 |                    | (0 - 1) | 33e Haraldsson | Spectateurs : 2 517 Diffuseur : BeIn Sport Max 9 Arbitrage : Eric Wattellier | Spectateurs : 2 517 Diffuseur : BeIn Sport Max 9 Arbitrage : Eric Wattellier |
| Dimanche 21 janvier 2024 17:30 | Da Viega Costa 70e |         |                | Spectateurs : 2 517 Diffuseur : BeIn Sport Max 9 Arbitrage : Eric Wattellier | Spectateurs : 2 517 Diffuseur : BeIn Sport Max 9 Arbitrage : Eric Wattellier |

| 8e de finale                  | Olympique lyonnais               | 2 - 1   | LOSC                       | Groupama Stadium, Décines-Charpieu                                      |                                                                         |
| Mercredi 7 février 2024 18:30 | ( Cherki) Orban 40e · Cherki 47e | (1 - 0) | 53e Alexsandro ( Zhegrova) | Spectateurs : 29 085 Diffuseur : BeIn Sport 1 Arbitrage : Benoît Millot | Spectateurs : 29 085 Diffuseur : BeIn Sport 1 Arbitrage : Benoît Millot |
| Mercredi 7 février 2024 18:30 | Tagliafico 67e · Ćaleta-Car 68e  |         |                            | Spectateurs : 29 085 Diffuseur : BeIn Sport 1 Arbitrage : Benoît Millot | Spectateurs : 29 085 Diffuseur : BeIn Sport 1 Arbitrage : Benoît Millot |

## Joueurs

### Effectif professionnel
Le premier tableau liste l'effectif professionnel du LOSC pour la saison 2023-2024.
En grisé, les sélections de joueurs internationaux chez les jeunes mais n'ayant jamais été appelés aux échelons supérieur une fois l'âge limite dépassé.

## Statistiques

### Statistiques collectives
| Compétition             | Débute au tour  | Termine        | Matches joués | Gagnés | Nuls | Perdus | Buts pour | Buts contre | Différence |
| ----------------------- | --------------- | -------------- | ------------- | ------ | ---- | ------ | --------- | ----------- | ---------- |
| Ligue 1                 | -               | -              | 34            | 16     | 11   | 7      | 52        | 34          | +18        |
| Ligue Europa Conférence | Barrages        | 1/4 de finale  | 12            | 7      | 4    | 1      | 20        | 8           | +12        |
| Coupe de France         | 1/32e de finale | 1/8e de finale | 3             | 2      | 0    | 1      | 14        | 2           | +12        |
| Total                   | -               | -              | 49            | 25     | 15   | 9      | 86        | 44          | +42        |

### Statistiques individuelles

#### Statistiques buteurs
| Place | Nom                 | Ligue 1 | Ligue Europa Conférence | Coupe de France | TOTAL des buts |
| 1     | Jonathan David      | 19      | 4                       | 3               | 26 buts        |
| 2     | Edon Zhegrova       | 6       | 3                       | 3               | 12 buts        |
| 2     | Yusuf Yazıcı        | 5       | 5                       | 2               | 12 buts        |
| 4     | Bafodé Diakité      | 5       | 1                       |                 | 6 buts         |
| 5     | Benjamin André      | 4       | 1                       |                 | 5 buts         |
| 5     | Hákon Haraldsson    | 2       |                         | 3               | 5 buts         |
| 7     | Rémy Cabella        | 2       | 2                       |                 | 4 buts         |
| 8     | Leny Yoro           | 2       | 1                       |                 | 3 buts         |
| 8     | Tiago Santos        | 1       | 1                       | 1               | 3 buts         |
| 10    | Angel Gomes         |         | 2                       |                 | 2 buts         |
| 11    | Ivan Cavaleiro      | 1       |                         |                 | 1 but          |
| 11    | Gabriel Gudmundsson | 1       |                         |                 | 1 but          |
| 11    | Ismaily             | 1       |                         |                 | 1 but          |
| 11    | Adam Ounas          | 1       |                         |                 | 1 but          |
| 11    | Alexsandro          |         |                         | 1               | 1 but          |
| 11    | Amine Messoussa     |         |                         | 1               | 1 but          |
| Total | 16 buteurs          | 50 buts | 20 buts                 | 14 buts         | 84 buts        |

#### Statistiques passeurs
| Place | Nom                 | Ligue 1   | Ligue Europa Conférence | Coupe de France | TOTAL des passes |
| 1     | Angel Gomes         | 8         | 1                       | 1               | 10 passes        |
| 1     | Edon Zhegrova       | 6         | 1                       | 3               | 10 passes        |
| 3     | Jonathan David      | 4         | 1                       | 3               | 8 passes         |
| 4     | Rémy Cabella        | 2         | 3                       |                 | 5 passes         |
| 5     | Yusuf Yazıcı        | 2         |                         | 2               | 4 passes         |
| 5     | Hákon Haraldsson    |           | 2                       | 2               | 4 passes         |
| 7     | Nabil Bentaleb      | 3         |                         |                 | 3 passes         |
| 8     | Tiago Santos        | 2         |                         |                 | 2 passes         |
| 8     | Bafodé Diakité      | 2         |                         |                 | 2 passes         |
| 8     | Ivan Cavaleiro      | 1         | 1                       |                 | 2 passes         |
| 8     | Ismaily             | 1         |                         | 1               | 2 passes         |
| 12    | Trévis Dago         | 1         |                         |                 | 1 passe          |
| 12    | Ayyoub Bouaddi      |           | 1                       |                 | 1 passe          |
| 12    | Gabriel Gudmundsson |           | 1                       |                 | 1 passe          |
| Total | 14 passeurs         | 32 passes | 11 passes               | 12 passes       | 55 passes        |

#### Statistiques détaillées
| Numéro | Nat. | Nom                 | Championnat | Championnat | Championnat    | Championnat | Championnat  | Ligue Europa Conférence | Ligue Europa Conférence | Ligue Europa Conférence | Ligue Europa Conférence | Ligue Europa Conférence | Coupe de France | Coupe de France | Coupe de France | Coupe de France | Coupe de France | Total | Total       | Total          | Total  | Total        |
| Numéro | Nat. | Nom                 | M.j.        | But inscrit | Passe décisive | Averti      | Carton rouge | M.j.                    | But inscrit             | Passe décisive          | Averti                  | Carton rouge            | M.j.            | But inscrit     | Passe décisive  | Averti          | Carton rouge    | M.j.  | But inscrit | Passe décisive | Averti | Carton rouge |
| ------ | ---- | ------------------- | ----------- | ----------- | -------------- | ----------- | ------------ | ----------------------- | ----------------------- | ----------------------- | ----------------------- | ----------------------- | --------------- | --------------- | --------------- | --------------- | --------------- | ----- | ----------- | -------------- | ------ | ------------ |
| 1      |      | Vito Mannone        | 2           | 0           | 0              | 0           | 0            | 3                       | 0                       | 0                       | 0                       | 0                       | 1               | 0               | 0               | 0               | 0               | 6     | 0           | 0              | 0      | 0            |
| 4      |      | Alexsandro          | 29          | 0           | 0              | 6           | 1            | 11                      | 0                       | 0                       | 0                       | 0                       | 2               | 1               | 0               | 0               | 0               | 42    | 1           | 0              | 6      | 1            |
| 5      |      | Gabriel Gudmundsson | 25          | 1           | 0              | 2           | 0            | 11                      | 0                       | 1                       | 0                       | 0                       | 2               | 0               | 0               | 0               | 0               | 38    | 1           | 1              | 2      | 0            |
| 6      |      | Nabil Bentaleb      | 26          | 0           | 3              | 7           | 0            | 7                       | 0                       | 0                       | 4                       | 0                       | 1               | 0               | 0               | 0               | 0               | 34    | 0           | 3              | 11     | 0            |
| 7      |      | Hâkon Haraldsson    | 26          | 2           | 0              | 5           | 0            | 10                      | 0                       | 2                       | 1                       | 0                       | 2               | 3               | 2               | 0               | 0               | 38    | 5           | 4              | 6      | 0            |
| 8      |      | Angel Gomes         | 31          | 0           | 8              | 5           | 0            | 11                      | 2                       | 1                       | 2                       | 0                       | 3               | 0               | 1               | 0               | 0               | 45    | 2           | 10             | 7      | 0            |
| 9      |      | Jonathan David      | 34          | 19          | 4              | 4           | 0            | 10                      | 4                       | 1                       | 1                       | 0                       | 3               | 3               | 3               | 0               | 0               | 47    | 26          | 8              | 5      | 0            |
| 10     |      | Rémy Cabella        | 30          | 2           | 2              | 0           | 0            | 11                      | 2                       | 3                       | 0                       | 0                       | 0               | 0               | 0               | 0               | 0               | 41    | 4           | 5              | 0      | 0            |
| 11     |      | Adam Ounas          | 17          | 1           | 0              | 0           | 0            | 4                       | 0                       | 0                       | 0                       | 0                       | 1               | 0               | 0               | 0               | 0               | 22    | 1           | 0              | 0      | 0            |
| 12     |      | Yusuf Yazıcı        | 27          | 5           | 2              | 5           | 0            | 12                      | 5                       | 0                       | 0                       | 0                       | 3               | 2               | 2               | 0               | 0               | 42    | 12          | 4              | 5      | 0            |
| 13     |      | Akim Zedadka        | 0           | 0           | 0              | 0           | 0            | 2                       | 0                       | 0                       | 0                       | 0                       | 2               | 0               | 0               | 0               | 0               | 4     | 0           | 0              | 0      | 0            |
| 14     |      | Samuel Umtiti       | 6           | 0           | 0              | 0           | 0            | 6                       | 0                       | 0                       | 1                       | 0                       | 1               | 0               | 0               | 0               | 0               | 13    | 0           | 0              | 1      | 0            |
| 15     |      | Leny Yoro           | 32          | 2           | 0              | 5           | 0            | 9                       | 1                       | 0                       | 0                       | 0                       | 3               | 0               | 0               | 0               | 0               | 44    | 3           | 0              | 5      | 0            |
| 16     |      | Adam Jakubech       | 0           | 0           | 0              | 0           | 0            | 0                       | 0                       | 0                       | 0                       | 0                       | 0               | 0               | 0               | 0               | 0               | 0     | 0           | 0              | 0      | 0            |
| 17     |      | Ivan Cavaleiro      | 17          | 1           | 1              | 1           | 0            | 6                       | 0                       | 1                       | 0                       | 0                       | 0               | 0               | 0               | 0               | 0               | 23    | 1           | 2              | 1      | 0            |
| 18     |      | Bafodé Diakité      | 21          | 5           | 2              | 4           | 0            | 7                       | 1                       | 0                       | 2                       | 0                       | 0               | 0               | 0               | 0               | 0               | 28    | 6           | 2              | 4      | 0            |
| 19     |      | Tiago Morais        | 3           | 0           | 0              | 0           | 0            | 0                       | 0                       | 0                       | 0                       | 0                       | 1               | 0               | 0               | 0               | 0               | 4     | 0           | 0              | 0      | 0            |
| 20     |      | Ignacio Miramón     | 2           | 0           | 0              | 0           | 0            | 1                       | 0                       | 0                       | 1                       | 0                       | 1               | 0               | 0               | 0               | 0               | 4     | 0           | 0              | 1      | 0            |
| 21     |      | Benjamin André      | 30          | 4           | 0              | 8           | 0            | 12                      | 1                       | 0                       | 2                       | 0                       | 3               | 0               | 0               | 0               | 0               | 45    | 5           | 0              | 10     | 0            |
| 22     |      | Tiago Santos        | 29          | 1           | 2              | 6           | 0            | 11                      | 1                       | 0                       | 2                       | 0                       | 3               | 1               | 0               | 0               | 0               | 43    | 3           | 2              | 8      | 0            |
| 23     |      | Edon Zhegrova       | 33          | 6           | 6              | 3           | 1            | 11                      | 3                       | 1                       | 1                       | 0                       | 3               | 3               | 3               | 0               | 0               | 47    | 12          | 10             | 4      | 1            |
| 24     |      | Andrej Ilic         | 2           | 0           | 0              | 0           | 0            | 0                       | 0                       | 0                       | 0                       | 0                       | 1               | 0               | 0               | 0               | 0               | 3     | 0           | 0              | 0      | 0            |
| 26     |      | Alan Virginius      | 2           | 0           | 0              | 0           | 0            | 3                       | 0                       | 0                       | 0                       | 0                       | 0               | 0               | 0               | 0               | 0               | 5     | 0           | 0              | 0      | 0            |
| 28     |      | Rafael Fernandes    | 0           | 0           | 0              | 0           | 0            | 0                       | 0                       | 0                       | 0                       | 0                       | 0               | 0               | 0               | 0               | 0               | 0     | 0           | 0              | 0      | 0            |
| 30     |      | Lucas Chevalier     | 33          | 0           | 0              | 1           | 0            | 9                       | 0                       | 0                       | 0                       | 0                       | 2               | 0               | 0               | 0               | 0               | 44    | 0           | 0              | 1      | 0            |
| 31     |      | Ismaily             | 30          | 1           | 1              | 1           | 0            | 6                       | 0                       | 0                       | 0                       | 0                       | 3               | 0               | 1               | 0               | 0               | 39    | 1           | 2              | 1      | 0            |
| 32     |      | Ayyoub Bouaddi      | 9           | 0           | 0              | 2           | 1            | 6                       | 0                       | 1                       | 1                       | 0                       | 3               | 0               | 0               | 0               | 0               | 18    | 0           | 1              | 3      | 1            |
| 35     |      | Carlos Baleba       | 2           | 0           | 0              | 0           | 0            | 0                       | 0                       | 0                       | 0                       | 0                       | 0               | 0               | 0               | 0               | 0               | 2     | 0           | 0              | 0      | 0            |
|        |      | Joffrey Bazié       | 0           | 0           | 0              | 0           | 0            | 1                       | 0                       | 0                       | 0                       | 0                       | 0               | 0               | 0               | 0               | 0               | 1     | 0           | 0              | 0      | 0            |
|        |      | Trévis Dago         | 4           | 0           | 1              | 1           | 0            | 0                       | 0                       | 0                       | 0                       | 0                       | 0               | 0               | 0               | 0               | 0               | 4     | 0           | 1              | 1      | 0            |
|        |      | Adame Faïz          | 0           | 0           | 0              | 0           | 0            | 1                       | 0                       | 0                       | 0                       | 0                       | 0               | 0               | 0               | 0               | 0               | 1     | 0           | 0              | 0      | 0            |
|        |      | Ichem Ferrah        | 1           | 0           | 0              | 0           | 0            | 1                       | 0                       | 0                       | 0                       | 0                       | 0               | 0               | 0               | 0               | 0               | 2     | 0           | 0              | 0      | 0            |
|        |      | Aaron Malouda       | 1           | 0           | 0              | 0           | 0            | 1                       | 0                       | 0                       | 0                       | 0                       | 1               | 0               | 0               | 0               | 0               | 3     | 0           | 0              | 0      | 0            |
|        |      | Amine Messoussa     | 0           | 0           | 0              | 0           | 0            | 1                       | 0                       | 0                       | 0                       | 0                       | 1               | 1               | 0               | 0               | 0               | 2     | 1           | 0              | 0      | 0            |

#### Statistiques joueurs prêtés
| Nom             | Club en prêt               | Championnat | Championnat | Championnat | Championnat  | Coupes nationales | Coupes nationales | Coupes nationales | Coupes nationales | Compétitions internationales | Compétitions internationales | Compétitions internationales | Compétitions internationales | Total | Total | Total  | Total        |
| Nom             | Club en prêt               | MJ          | B           | Averti      | Carton rouge | MJ                | B                 | Averti            | Carton rouge      | MJ                           | B                            | Averti                       | Carton rouge                 | MJ    | B     | Averti | Carton rouge |
| --------------- | -------------------------- | ----------- | ----------- | ----------- | ------------ | ----------------- | ----------------- | ----------------- | ----------------- | ---------------------------- | ---------------------------- | ---------------------------- | ---------------------------- | ----- | ----- | ------ | ------------ |
| Mohamed Bayo    | Le Havre AC                | 22          | 5           | 4           | 0            | 1                 | 0                 | 0                 | 0                 | 0                            | 0                            | 0                            | 0                            | 23    | 5     | 4      | 0            |
| Ugo Raghouber   | Le Mans FC                 | 19          | 3           | 7           | 0            | 0                 | 0                 | 0                 | 0                 | 0                            | 0                            | 0                            | 0                            | 19    | 3     | 7      | 0            |
| Amine Messoussa | FC Villefranche Beaujolais | 11          | 2           | 1           | 0            | 0                 | 0                 | 0                 | 0                 | 0                            | 0                            | 0                            | 0                            | 11    | 2     | 1      | 0            |
| Alan Virginius  | Clermont Foot 63           | 14          | 0           | 0           | 0            | 1                 | 0                 | 0                 | 0                 | 0                            | 0                            | 0                            | 0                            | 15    | 0     | 0      | 0            |
| Akim Zedadka    | Real Saragosse             | 11          | 0           | 3           | 0            | 0                 | 0                 | 0                 | 0                 | 0                            | 0                            | 0                            | 0                            | 11    | 0     | 3      | 0            |

## Onze de départ (toutes compétitions)
| No. | Pos. | Joueur          | Joués | Notes                      |
| --- | ---- | --------------- | ----- | -------------------------- |
| 30  | GB   | Lucas Chevalier | 44    | Mannone a joué 6 fois      |
| 22  | DD   | Tiago Santos    | 43    | Diakité a joué 28 fois     |
| 15  | DC   | Leny Yoro       | 44    |                            |
| 4   | DC   | Alexsandro      | 42    | Umtiti a joué 13 fois      |
| 31  | DG   | Ismaily         | 39    | Gudmundsson a joué 38 fois |
| 6   | MR   | Nabil Bentaleb  | 34    | Bouaddi a joué 18 fois     |
| 21  | MR   | Benjamin André  | 45    | Miramón a joué 4 fois      |
| 8   | MOC  | Angel Gomes     | 45    | Haraldsson a joué 38 fois  |
| 23  | AiD  | Edon Zhegrova   | 47    | Ounas a joué 22 fois       |
| 10  | AiG  | Rémy Cabella    | 41    | Cavaleiro a joué 23 fois   |
| 9   | AC   | Jonathan David  | 47    | Yazıcı a joué 42 fois      |

| Chevalier Yoro Alexsandro Santos Ismaily Bentaleb André (C) Angel Zhegrova Cabella David |

## Récompenses individuelles

### Dogues du mois
Le club fait voter ses supporters pour désigner un joueur du mois parmi l'effectif, il est appelé le Dogue du mois.
| Mois      | Vainqueurs      |
| --------- | --------------- |
| Août      | Lucas Chevalier |
| Septembre | Leny Yoro       |
| Octobre   | Edon Zhegrova   |
| Novembre  | Lucas Chevalier |
| Décembre  | Edon Zhegrova   |
| Janvier   | Lucas Chevalier |
| Février   | Jonathan David  |
| Mars      | Edon Zhegrova   |
| Avril     | Lucas Chevalier |
| Mai       | Ismaily         |